# Люк (Верхние Пиренеи)
Люк (фр. и окс. Luc) — коммуна во Франции, находится в регионе Юг — Пиренеи. Департамент — Верхние Пиренеи. Входит в состав кантона Турне. Округ коммуны — Тарб.
Код INSEE коммуны — 65290.

## География
Коммуна расположена приблизительно в 660 км к югу от Парижа, в 115 км юго-западнее Тулузы, в 13 км к юго-востоку от Тарба.
На востоке коммуны протекает река Аррет.

## Климат
Климат умеренно-океанический с солнечной тёплой погодой и обильными осадками на протяжении практически всего года.

## Население
Население коммуны на 2010 год составляло 180 человек.
| 1962 | 1968 | 1975 | 1982 | 1990 | 1999 | 2010 |
| ---- | ---- | ---- | ---- | ---- | ---- | ---- |
| 227  | 198  | 206  | 219  | 205  | 180  | 180  |

## Администрация
| Период | Период | Фамилия      | Партия | Примечания |
| ------ | ------ | ------------ | ------ | ---------- |
| 2001   | 2014   | Даниэль Лами |        |            |
| 2014   | 2020   | Кристьян Ног |        |            |

## Экономика
В 2010 году среди 106 человек трудоспособного возраста (15-64 лет) 77 были экономически активными, 29 — неактивными (показатель активности — 72,6 %, в 1999 году было 67,5 %). Из 77 активных жителей работали 72 человека (40 мужчин и 32 женщины), безработных было 5 (2 мужчин и 3 женщины). Среди 29 неактивных 7 человек были учениками или студентами, 17 — пенсионерами, 5 были неактивными по другим причинам.

## Достопримечательности
- Церковь Св. Иоанна Богослова (XVIII век). Исторический памятник с 1979 года[4]

## Фотогалерея

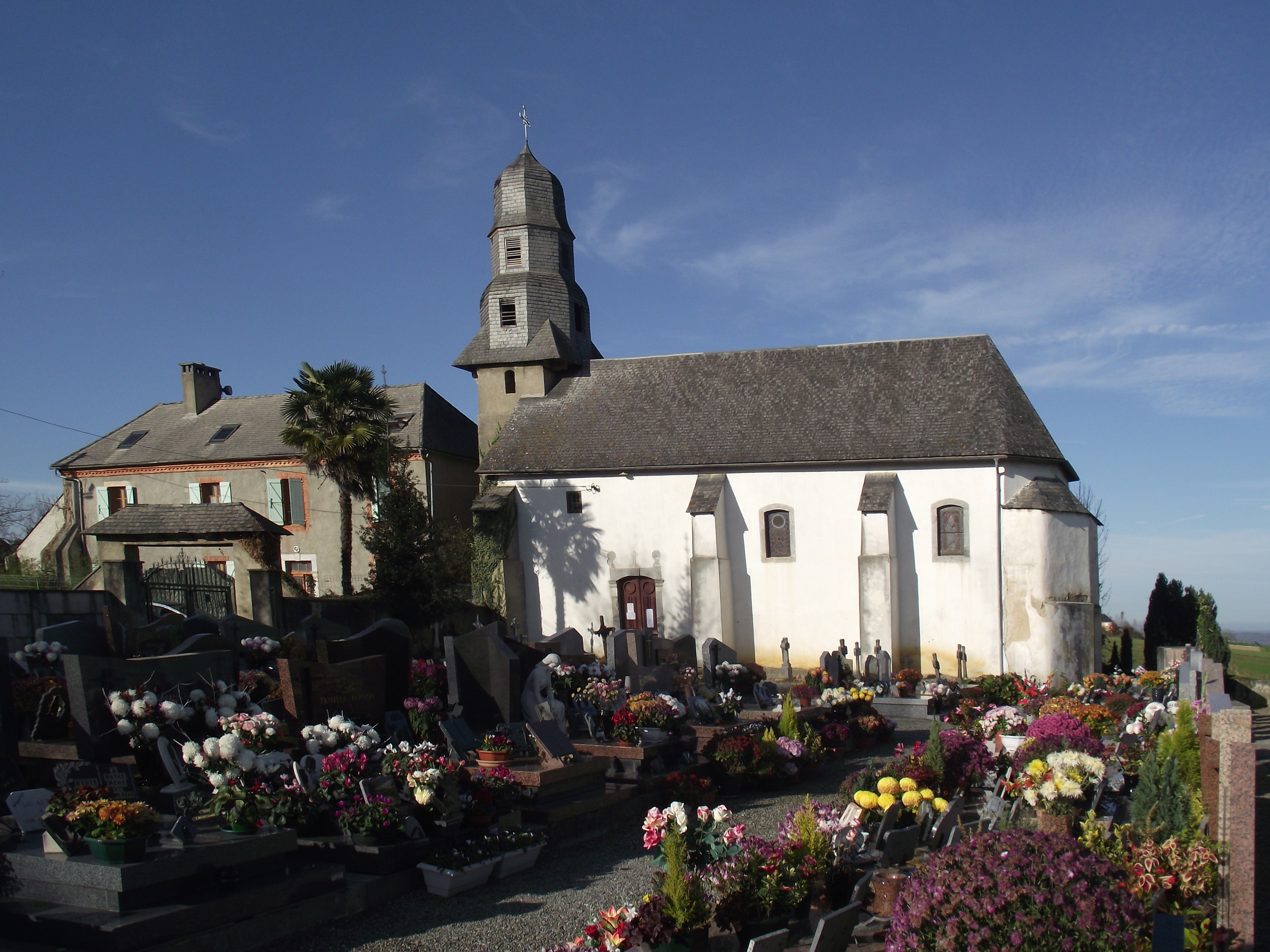
Церковь Св. Иоанна Богослова
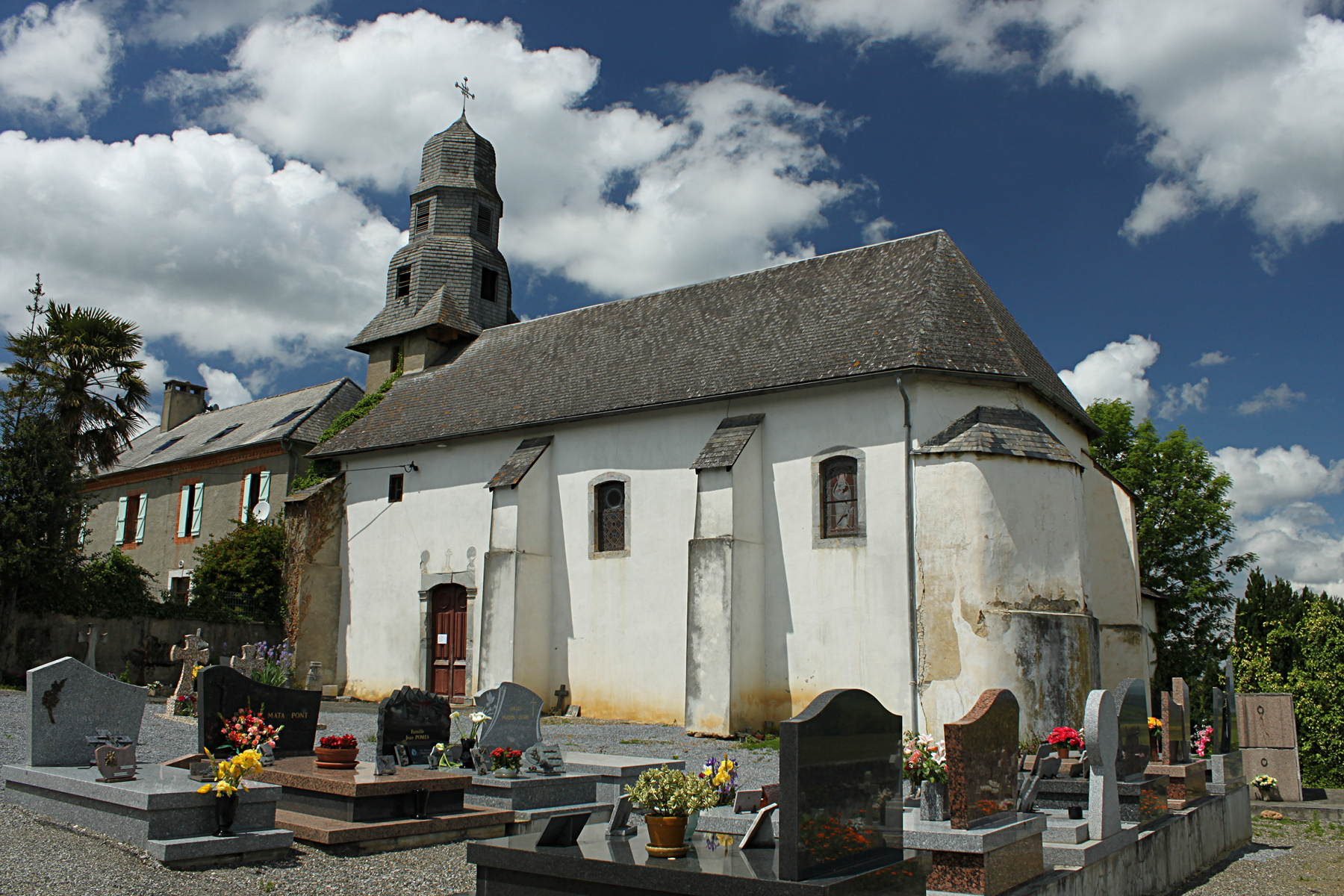
Церковь Св. Иоанна Богослова
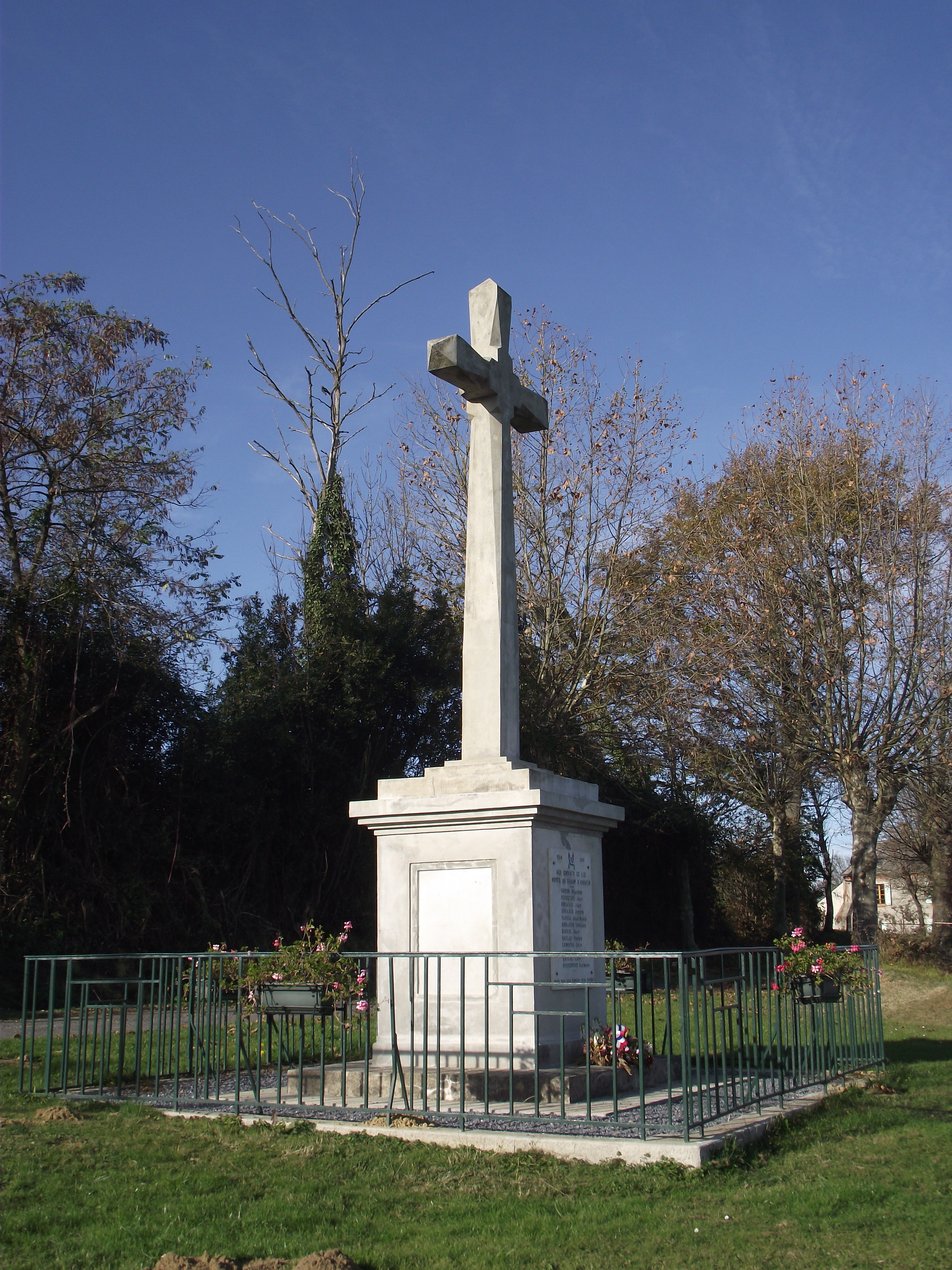
Военный мемориал
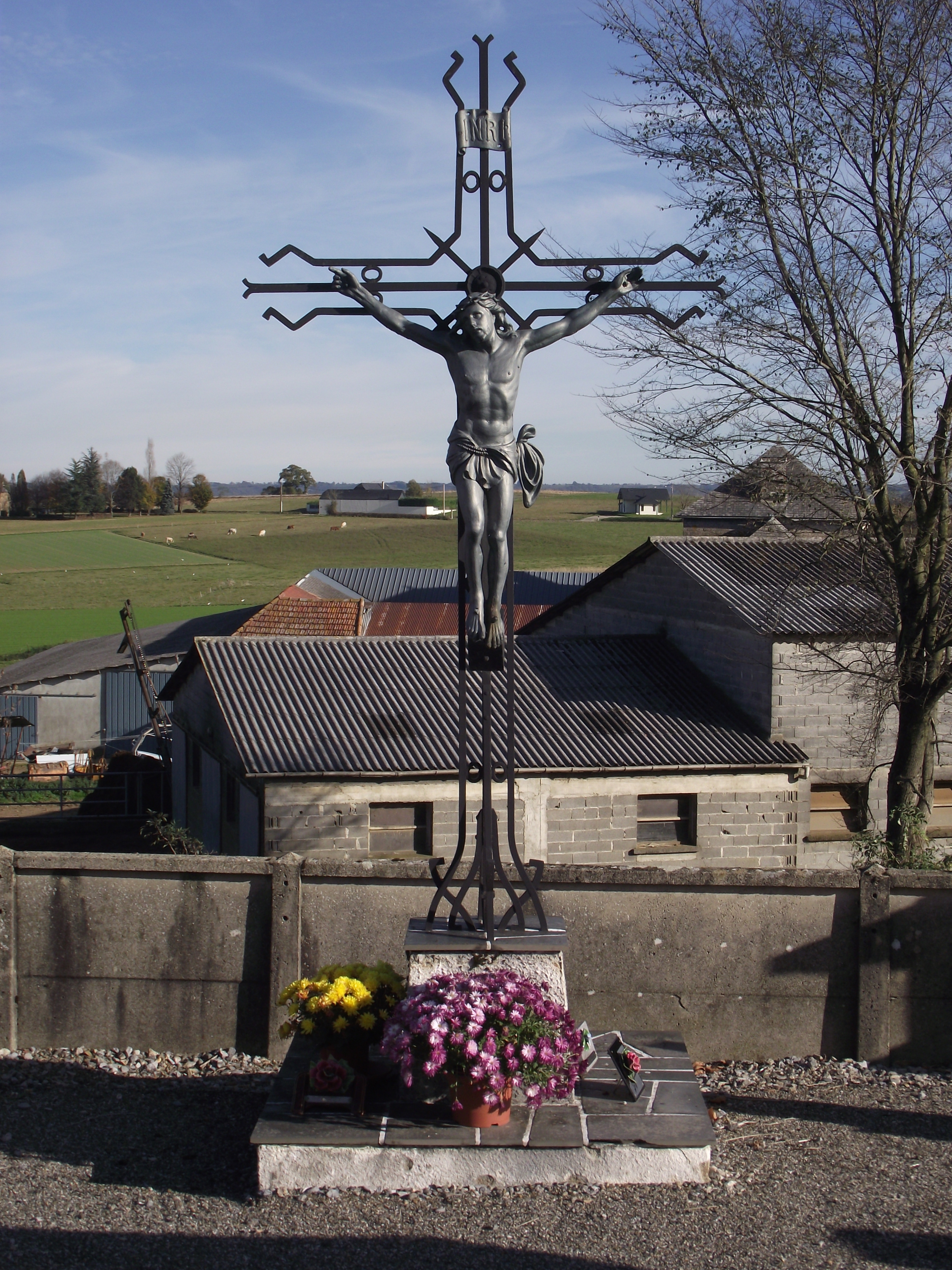
Крест на кладбище
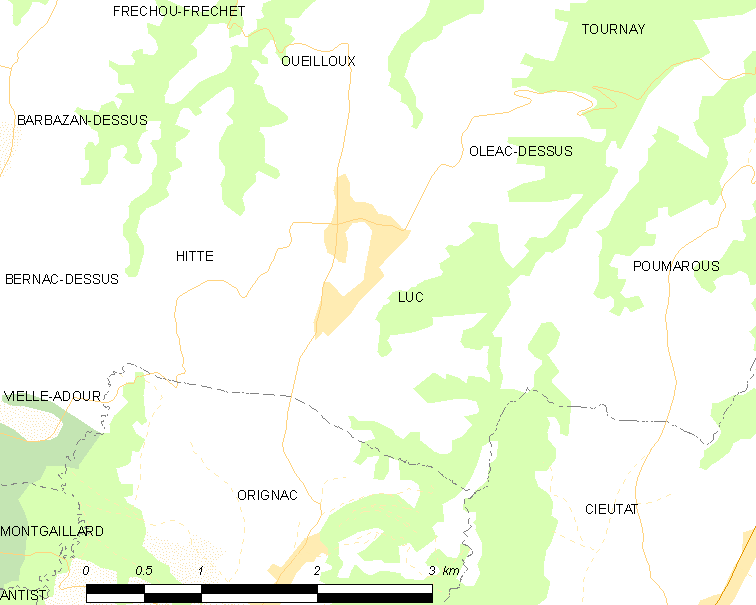
Карта коммуны